# Dora Kalaus
Dora Kalaus (født 24. juni 1996 i Zagreb, Kroatien) er en kvindelig kroatisk håndboldspiller, der spiller for RK Lokomotiva Zagreb og Kroatiens kvindehåndboldlandshold.
Hun blev udtaget til landstræner Nenad Šoštarić' trup ved EM i kvindehåndbold 2022 i Danmark, hvor hun var med til at vinde bronze.